# Раде Вилотијевић Вића
Раде Вилотијевић Вића (Краљево, 13. јул 1910 — Заваит, код Фоче, јун 1943), учесник Народноослободилачке борбе и народни херој Југославије.

## Биографија
Рођен је 1910. године у Краљеву. Основну школу и шест разреда гимназије завршио је у Краљеву, а седми и осми разред гимназије и матуру у Чачку, где се и упознао с револуционарним омладинским покретом и постао један од најзапаженијих средњошколаца Чачанске гимназије. Потом се 1930. године уписао на Правни факултет у Београду.
Током студија издржавао се разносећи млеко по београдским улицама, утоваром и истоваром вагона на железничкој станици, давањем часова млађим и слабијим ученицима. Неуредан живот, тежак рад и велико напрезање, погоршало је његово од рођења слабо здравље. Добио је туберкулозу — тада болест гладних и сиромашних, захватила му је оба плућна крила. Због тога је морао да напусти Београд и оде на лечење.
После двогодишњег лечења, вратио се на студије, али и активном револуционарном раду. Године 1935. је био ухапшен у Краљеву и после седмомесечног злостављања у истражном затвору, изведен пред Државни суд за заштиту државе и осуђен на 18 месеци робије, коју је издржао у затвору у Сремској Митровици. После издржане казне, вратио се у родно место.
Током његове револуционарне активности у Београду био је примљен у чланство Комунистичке партије Југославије (КПЈ).
После окупације Југославије, 1941. године Раде се одмах укључио у рад на организовању оружаног устанка у Краљеву и околини. Радио је на  прикупљању оружја и политичкој агитацији. Крајем јуна 1941. године је напустио Краљево и учествовао у формирању Краљевачког партизанског одреда „Јован Курсула“ на планини Гочу, 27. јула 1941. године. Вића је са овим Одредом учествовао у рушењу објеката на комуникацијама Краљево—Крушевац, Краљево—Крагујевац, Краљево—Чачак и Краљево—Рашка; уништавању општина и њихове архиве; нападима на непријатељима и уништавању његових посада и у садејству с Чачанским партизанским одредом, нападу на Краљево.
Почетком децембра 1941. године, пред надмоћнијим снагама 113. немачке дивизије са главнином Одреда се повукао преко Ивањице у Санџак. Док се Одред пробијао кроз четничке заседе, без везе с осталим партизанским снагама, и када се у појединаца појавила малодушност, Раде се, иако тешко болестан, залагао да сачува јединство Одреда и да поврати борбени морал. Главнина одреда је 21. децембра 1941. у Рудом, ушла у састав Прве пролетерске ударне бригаде, као њен Четврти батаљон.
Иако га је поново напала туберкулоза, није желео да изостаје из војне јединице, али је почетком 1942. године као тешки туберкулозни болесник био упућен у Централну болницу НОВЈ. Раде је овде као болесник вршио дужност политичког комесара болнице. Развијао је политички рад међу болесницима и организовао разне облике сарадње између болнице, оперативних јединица и становништва. У многим критичним ситуацијама, учествовао је организацији извлачења и повлачења болнице и рањеника. У време Четврте непријатељске офанзиве, из Босанске крајине према Црној Гори евакуисано је око 4.000 рањеника у неколико великих болничких ешалона, у крајње тешким временским и транспортним условима, и под ватром непријатеља са земље и из ваздуха.
У току Пете непријатељске офанзиве, јуна 1943. године, добио је задатак да Централну болницу пребаци с територије Санџака и Црне Горе, преко Таре, Рудина, Пиве и Зеленгоре, у источну Босну. После пристизања болнице у Рудине, Раде је извршио смотру и утврдио да је неколико товара кукуруза за исхрану рањеника и болесника остало у Челебићу. Пошто је ионако слаба исхрана рањеника и болесника у тим тешким данима Пете офанзиве била jош додатно отежана, Раде је oдлучио да се, са групом другова, врати по кукуруз у Челебић. На повратку, при прелазу преко Таре, у месту Заваит, код Фоче, Раде је наишао на четничку заседу, која је отворила ватру и смртно га погодила.
Указом Президијума Народне скупштине ФНР Југославије 20. децембра 1951. проглашен је за народног хероја Југославије.